# L型电力机车
L型电力机车（俄语：Вагон метро типа Л）是莫斯科地铁的工程用车车款之一，现在已经退出使用。

## 简介
L型由地铁车辆机械制造厂在1974年生产，共6辆，于1980年代全部运行于莫斯科秘密地铁，本款列车为工程用车辆，能够自带电池能源行走于莫斯科地铁。